# Raj Kapoor
Raj Kapoor, també conegut com a Ranbir Raj Kapoor, (nascut com Shrishti Das Nath Kapoor; 14 de desembre de 1924 – 2 de juny de 1988) va ser un actor, productor i director en la indústria del cinema indi. És àmpliament considerat com el més gran showman de la història de l'entreteniment i del cinema indi. Va rebre múltiple premis i nominacions, inclosos tres National Film Awards i 11 Premis Filmfare a l'Índia. El Premi Filmfare honorífic duu el seu nom. Va ser nominat en dues ocasions a la Palma d'Or en el Festival de Cinema de Cannes per les seves pel·lícules Awaara (1951) i Boot Polish (1954). La seva actuació en Awaara va ser considerada una de les deu millors actuacions de tots els temps per la revista Time. Les seves pel·lícules van atreure audiències de tot el món, particularment d'Àsia i d'Europa.
El Govern de l'Índia li va atorgar el Padma Bhushan l'any 1971 per les seves contribucions en les arts. El premi cinematogràfic més elevat a l'Índia, el Premi Dadasaheb Phalke, li va ser atorgat el 1987 pel Govern de l'Índia.

## Joventut i rerefons

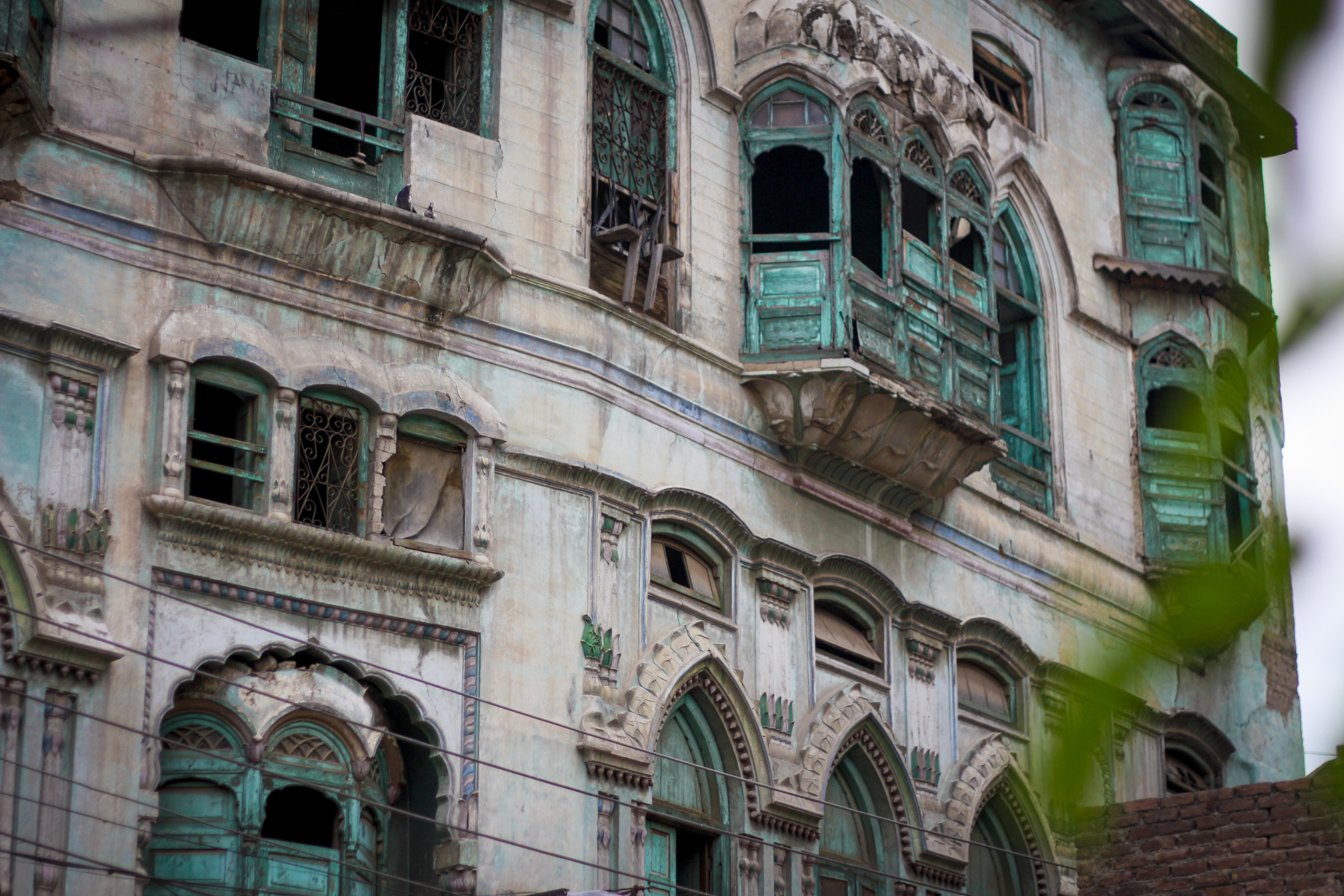
La Kapoor Haveli a Peshawar.

Kapoor va néixer a una família punjabi hindú Khatri l'any 1924 a la Kapoor Haveli, una casa que en aquell moment era propietat del seu pare en el barri de Qissa Khwani Bazaar de Peshawar, en la Província de la Frontera Nord-Oest del Raj Britànic, fill de Prithviraj Kapoor i Ramsarni Devi Kapoor. Era el germà més gran de sis fills. Era el net de Dewan Basheshwarnath Kapoor, el besnet de Dewan Keshavmal Kapoor, i rebesnet de Dewan Murli Mal Kapoor, i formava part de la famosa família Kapoor. Els seus germans eren els actors Shammi Kapoor i Shashi Kapoor. També tenia una germana que es deia Urmila Sial. Dos germans seus més van morir quan encara eren infants. Posteriorment es van traslladar de Peshawar al que actualment és Índia. El cosí del seu pare era el productor cinematogràfic Surinder Kapoor, pare dels actors Anil Kapoor i Sanjay i del productor Boney Kapoor. El seu cosí matern, Juggal Kishore Mehra, era un cantant, avi de Salma Agha, que més tard es convertiria en actriu.
Com que el seu pare Prithviraj es traslladava de ciutat en ciutat en els inicis de la seva carrera als anys 1930s, la família es movia amb ell. Raj Kapoor va assistir a diferents escoles com l'Escola Colonel Brown Cambridge, a Dehradun i l'Escolca St Xavier's Collegiate de Calcuta i Bombai.

## Carrera
A l'edat de deu anys, va aparèixer per primer cop en pel·lícules de Bollywood, en la pel·lícula de 1935 Inquilab. La gran estrena de Raj Kapoor va ser quan va protagonitzar Neel Kamal (1947) al costat de Madhubala, en el seu primer paper com a protagonista femenina. L'any 1948, quan tenia vint-i-quatre anys, va crear el seu propi estudi cinematogràfic, R. K. Films, i es va convertir en el director de cinema més jove del moment en el seu debut en la direcció Aag, protagonitzada per ell mateix, Nargis, Kamini Kaushal i Premnath. L'any 1949 va coprotagonitzar, amb Dilip Kumar i Nargis a la gran pel·lícula de Mehboob Khan Andaz, que va ser el seu primer gran èxit com a actor.
A continuació va produir i protagonitzar diverses pel·lícules de R. K. Banner, com ara Awaara (1951), Aah (1953), Shree 420 (1955), Jagte Raho (1956) i Jis Desh Men Ganga Behti Hai (1960), aquesta última dirigida per Radhu Karmakar, el seu cineasta per excel·lència, i que li faria guanyar el Filmfare Award a millor pel·lícula. Aquestes pel·lícules van establir la seva imatge a la pantalla gran, modelada en el personatge més famós de Charles Chaplin, Charlot. Més enllà d'aquestes produccions, entre les pel·lícules destacablese que va protagonitzar hi ha Dastan (1950), Anhonee (1952), Chori Chori (1956), Anari (1959), Do Ustad (1959), Chhalia (1960) i de Dil Hi To Hai (1963). També va produir les grans pel·lícules socials Boot Polish (1954) i Ab Dilli Door Nahin (1957).
L'any 1964, va produir, dirigir i protagonitzar el musical romàntic Sangam juntament amb Rajendra Kumar i Vyjayantimala, en la qual va ser la seva primera pel·lícula en color. Aquest va ser el seu últim èxit de taquilla com a protagonista, ja que els llargmetratges posteriors Dulha Dulhan (1964), Around the World (1966) i Sapnon Ka Saudagar (1968) amb les estrelles més joves Sadhana, Rajshree i Hema Malini van ser fracassos en recaptació. L'any 1965 va ser membre del jurat del 4t Festival Internacional de Cinema de Moscou.
L'any 1970 va produir, dirigir i protagonitzar la seva ambiciosa pel·lícula Mera Naam Joker, que va trigar a completar més de sis anys. El seu fill Rishi Kapoor va debutar en aquesta pel·lícula representant la versió jove del seu personatge. Quan es va estrenar l'any 1970, va ser un desastre de recaptació i va fer caure Kapoor i la seva família en un crisi financera. Posteriorment, la pel·lícula va passar a ser un clàssic de culte. L'any 1971, va portar el seu fill més gran Randhir Kapoor en el drama familiar Kal Aaj Aur Kal, protagonitzat per ell mateix, el seu fill Randhir, el seu pare Prithviraj Kapoor així com la que es convertiria en la dona de Randhir, Babita. Va iniciar la carrera del seu segon fill Rishi Kapoor l'any 1973 quan va produir i dirigir Bobby, que va ser un gran èxit i va presentar l'actriu Dimple Kapadia, que més tard seria una actriu molt popular; va ser la primera d'una generació de pel·lícules romàntiques per a adolescents. Dimple duia biquinis, cosa força poc habitual en les pel·lícules que llavors es feien a l'Índia. L'any 1975, va tornar a actuar amb el seu fill Randhir a Dharam Karam, que també va ser dirigida per Randhir.
En la segona meitat de la dècada de 1970 i a principis de la de 1980, Kapoor va produir i dirigir pel·lícules que se centraven en protagonistes femenines: Satyam Shivam Sundaram (1978) amb Zeenat Aman, Prem Rog (1982) amb Padmini Kolhapure i Ram Teri Ganga Maili (1985) que va presentar Mandakini. En aquesta època, va actuar en menys pel·lícules però va fer un paper secundari notable juntament amb Rajesh Khanna a Naukri (1978) i com a personatge principal amb Sanjay Khan a Abdullah (1980). Va fer de detectiu en dues comèdies: Do Jasoos (1975) i a Gopichand Jasoos (1982), totes dues dirigides per Naresh Kumar (germà de Rajendra Kumar). L'any 1979, va ser membre del jurat de l'11è Festival Internacional de Cinema de Moscou. La darrera gran aparició de Raj Kapoor va ser a Vakil Babu (1982), en què va aparèixer amb el seu germà petit Shashi. Una pel·lícula que va rodar i completar l'any 1982, titulada Chor Mandali, en què va aparèixer amb el company veterà Ashok Kumar, però que no es va arribar a estrenar per una disputa legal. La seva última actuació va ser un cameo en el telefilm britànic de 1984 titulat Kim.
Havia de dirigir la pel·lícula Henna, protagonitzada pel seu fill Rishi i per l'actriu pakistanesa Zeba Bakhtiar abans de la seva mort l'any 1988. El seu fill Randhir va acabar dirigint la pel·lícula, que es va estrenar l'any 1991.

## Vida personal
Al maig de 1946, Raj Kapoor es va casar amb Krishna Malhotra. Va ser una unió organitzada per les seves respectives famílies de la manera tradicional de l'Índia i va durar tota la seva vida. Els germans de Krishna, Rajendra Nath, Prem Nath i Narendra Nath, més tard també es van convertir en actors, i la seva germana Uma es va casar amb l'actor Prem Chopra. La notícia del casament de Raj Kapoor va aparèixer en la revista de cinema Filmindia al juny de 1946 com "Raj Kapoor, el fill talentós i versàtil de Prithviraj Kapoor acaba la seva carrera d'aventures i descontrol (wild oats, en anglès) casant-se amb Miss Krishna Malhotra, la segona setmana ed maig a Rewa, Madhya Pradesh".
Raj i Krishna Kapoor van tenir cinc fills: tres homes, els actors Randhir Kapoor, Rishi Kapoor i Rajiv Kapoor, i dues dones, Ritu Nanda i Rima Jain. Randhir es va casar amb l'antiga actriu Babita i és el pare de les actrius Karisma Kapoor i Kareena Kapoor. Rishi va estar casat amb l'antiga actriu Neetu Singh fins a la seva mort, amb qui va tenir dos fills: una filla Riddhima, i un fill actor Ranbir Kapoor que és una de les estrelles més grans de la generació jove de Boollywood des dels 2010s. La filla gran de Raj Kapoor, Ritu Nanda, es va casar amb l'empresari industrial Rajan Nanda (de la família que va crear i controla l'empresa Escorts group), i va ser mare de dos fills. El seu fill, Nikhil Nanda, està casat amb Shweta, filla dels actors Amitabh Bachchan i Jaya Bachchan. La filla petita de Raj Kapoor, Rima Jain, està casada amb el banquer d'inversions Manoj Jain i és la mare dels joves actors Armaan Jain i Aadar Jain.
Tots els germans de Kapoor, així com els seus fills i nores i tres dels seus nets van ser actrius en diverses ocasiones en la indústria cinematogràfica. Les seves netes Karisma i Kareena (filles del fill més gran de Kapoor, Randhir), i el seu net Ranbir (fill del segon fill de Kapoor, Rishi) formen part de la darrera fornada d'estrelles de Bollywood dins de la família de Kapoor. Igualment, un altre dels seus nets, Nikhil Nanda (el fill de la filla de Kapoor, Ritu), és un empresari industrial notable.
Kapoor va tenir una relació romàntica durant tota la seva vida amb la reconeguda actriu Nargis durant les dècades dels 1940 i 1950, malgrat ser un home casat, tot i que mai no ho va arribar a reconèixer públicament. La parella va protagonitzar diverses pel·lícules conjuntament, incloses Awaara i Shree 420. Com que Raj no abandonaria la seva dona i els seus fills, Nargis va posar fi a la seva relació després de la pel·lícula Chori Chori i es va casar amb Sunil Dutt de qui s'havia enamorat en el rodatge de Mother India (1957). També es diu que Kapoor va tenir un afer amb l'actriu famosa els anys 1960 Vyjayantimala durant el rodatge de Sangam. Vyjayanthimala va negar haver tingut res amb Kapoor. Va considerar que tot plegat havia estat una campanya de Kapoor per publicitar la seva pel·lícula. Kapoor també ha estat relacionat amb l'actriu del sud Padmini. L'any 2017, el seu segon fill Rishi va confirmar els afers del seu pare en la seva autobiografia Khullam Khulla.
Pran, Mukesh, Dev Anand, Dilip Kumar, Rajendra Kumar, Manna Dey, Shankar Jaikishan, Hrishikesh Mukherjee, Khwaja Ahmad Abbas i Rajesh Khanna eren els millors amics de Kapoor en la indústria del cinema.

## Mort

### Causa
Raj Kapoor patia asma en els seus últims anys de vida; va morir per complicacions relacionades amb la malaltia l'any 1988 a l'edat de 63. Va col·lapsar en un acte en què havia de rebre el Premi Dadasaheb Phalke, i va ser traslladat al All India Institute of Medical Sciences (AIIMS) per ser tractat. Va estar hospitalitzat durant un mes abans d'entrar en complicacions degudes al seu asma. En el moment de la seva mort, estava treballant en la pel·lícula Henna (una història d'amor indo-pakistanesa). La pel·lícula va ser completada posteriorment pels seus fills Randhir Kapoor i Rishi Kapoor i es va estrenar el 1991.

### Memorial en la casa familiar a Poona
El samadhi (memorial) seu i dels seus pares es troba en la granja familiar "Rajbaugh", que significa "jardins del rei". Ubicat en el MIT Art Design and Technology University (MIT ADTU), Rajbaugh es troba sobre els bancs del riu Mula-Mutha en el poble de Loni Kalbhor 30 km a l'est de Poona, a Maharshtra. La família de Kapoor va vendre part dels 125 acres de Rajbaugh a MIT ADTU que va construir un memorial per a la família Kapoor en el seu campus. El memorial va ser inaugurat l'any 2014, amb la presència de Lata Mangeshkar i el clan Kapoor. El memorial de la família Kapoor té 7 pagodes que mostren elements de les pel·lícules de Raj Kapoor, un museu o galeria que mostra fotografies familiars i moments rodatge de les seves pel·lícules de 1945 a 1990. Raj Kapoor va rodar moltes de les seves pel·lícules en la seva granja, incloses Satyam Shivam Sundaram, Mera Naam Joker, Bobby, Prem Rog, entre d'altres. S'ha preservat el bungalou de la família Kapoor de dins de la granja, la cançó popular "Hum Tum Ek Kamre Mei Band Ho" va ser gravada dins d'aquest bungalou.

## Llegat

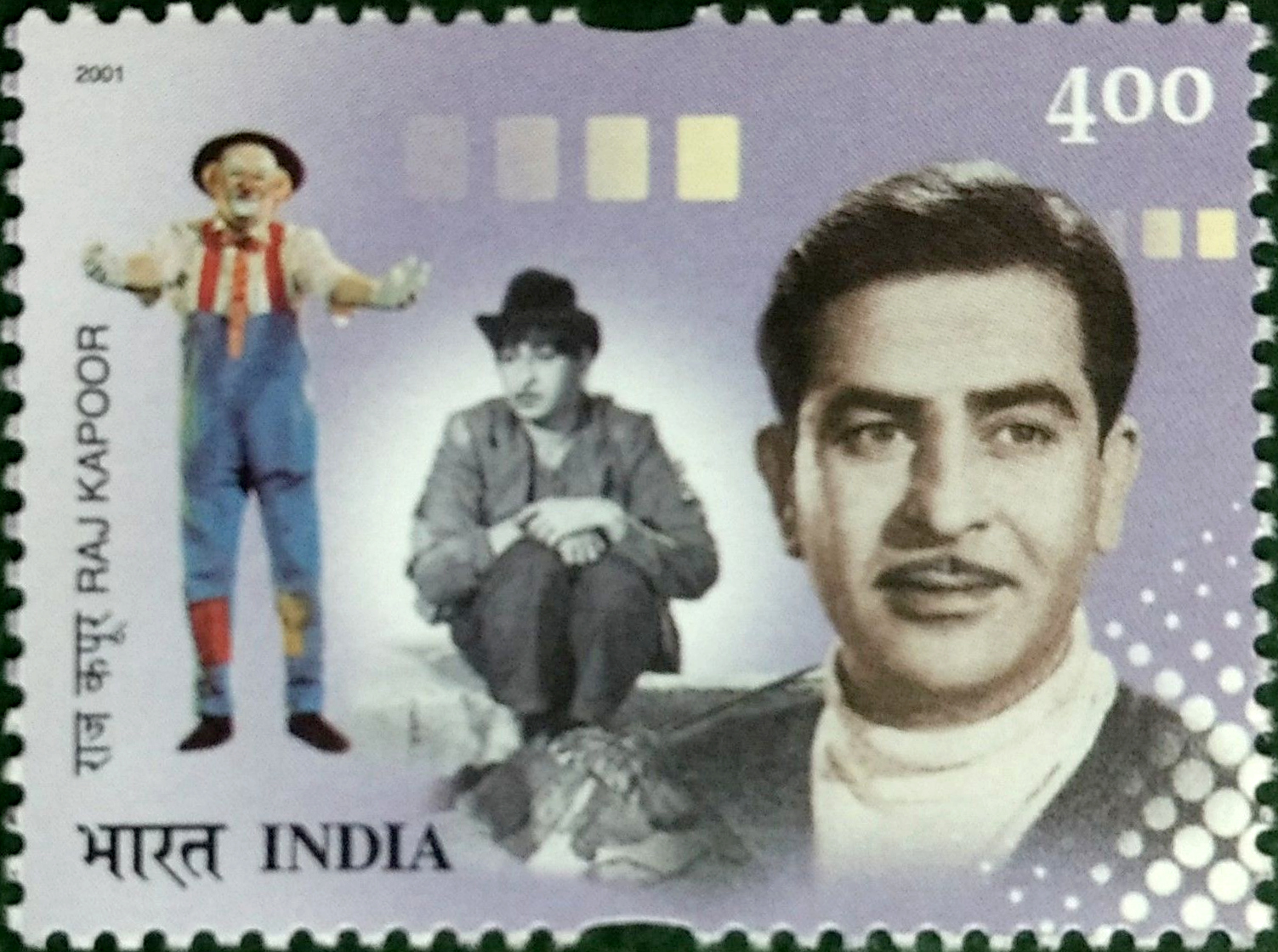
Kapoor en un segell de l'Índia de 2001.

Siddharth Kak va fer Raj Kapoor, un documental sobre l'actor l'any 1987, que va ser produït per la Divisió de Cinema del Govern de l'Índia.
India Post va fer un segell de correus amb la seva cara per honorar-lo el 14 de desembre de 2001. Per retre-li un homenatge, es va fer una estàtua de bronze en el Passeig de les Estrelles a Bandra Bandstand a Bombai el març de 2012.
Moltes de les pel·lícules de Raj Kapoor tenien un tema patriòtic. Les seves pel·lícules Aag, Shree 420 i Jis Desh Men Ganga Behti Hai (En el país on flueix el Ganges) va celebrar la recent independència de l'Índia, i animava els espectadors al patriotisme. Raj Kapoor es va encarragar de la famosa lletra de Mera Joota Hai Japani, una cançó de la pel·lícula Shree 420:
Mera joota hai Japani (Les meves sabates són japoneses)
Ye patloon Inglistani (Aquests pantalons són anglesos)
Sar pe lal topi Roosi (La gorra vermella del meu cap és russa)
Phir bhi dil hai Hindustani (Però, tanmateix, el méu cor és indi)
La cançó és encara ara extremadament popular i ha aparegut en un nombre de pel·lícules des que es va estrenar Shree 420. L'autor indi Mahasweta Devi va acabar el seu discurs inaugural de la Fira del Llibre de Frankfurt de 2006 utilitzant aquesta lletra per expressar el seu sentit patriotisme i el seu deute cap al país.
L'any 2014, el doodle de Google va commemor-ne el 90è aniversari.
Raj Kapoor va ser un crític de música de pel·lícules i de les seves lletres. Moltes de les cançons que va fer s'han convertit en grans hits. Va introduir directors de música com Shankar-Jaikishan i autors de lletres com Hasrat Jaipuri i Shailendra. També se'l recorda pel seu gran sentit d'estil musical. Utilitzava composicions visuals xocants, conjunts elaborats i il·luminacions dramàtiques per completar els conjunt amb la música. Va presentar les actrius Nimmi, Dimple Kapadia i Mandakini, així com també va potenciar i revifar les carreres dels seus fills Rishi, Randhir i Rajiv. Famós per fer revelar els cossos de les seves actrius, cosa no gaire comuna en el cinema indi de l'època, es va dir que la seva tendència de mostrar dones encaixava amb la seva naturalesa de showman.
La cançó "Song about yogis" de 1967 (en rus: Песенка про йогов) obra de Vladímir Vissotski menciona Raj Kapoor com un dels tres símbols més reconeguts de la cultura índia en la Unió Soviètica, juntament amb Xiva i el ioga.

## Premis
Kapoor va rebre molts premis al llarg de la seva carrera, inclosos 3 National Film Awards, 11 Filmfare Awards i 21 nominacions. Les seves pel·lícules Awaara (1951) i Boot Polish (1954) van ser nominades a la Palma d'Or en el Festival de Cinema de Cannes. La seva actuació en aquesta última va ser qualificada com una de les "10 millor actuacions de tots els temps" segons la revista Time. La seva pel·lícula Jagte Raho (1956) també va guanyar el Globus de Cristall en el Festival Internacional de Cinema de Karlovy Vary.
El Govern de l'Índia li va atorgar el premi Padma Bhushan l'any 1971 i el premi Dadasaheb Phalke l'any 1987 – el premi més elevat d'excel·lència cinematogràfica de l'Índia. L'any 2001, va ser considerat el "Millor Director del Mil·lenni" pels Stardust Awards. Va ser considerat també el "Showman del Mil·lenni" pels Screen Awards l'any 2002.
El juny de 2011, Noah Cowan, director artístic del TIFF Bell Lightbox, i Sabbas Joseph, director, Wizcraft i altres membre de la família Kapoor li van fer un homenatge a la vida i l'obra de l'actor, director, mogul i llegenda índia Raj Kapoor, en una col·laboració amb el TIFF (Toronto International Film Festival, Festival Internacional de Cinema de Toronto), l'International Indian Film Academy (Acadèmia Internacional de Cinema Indi, IIFA), i el Govern d'Ontario. Un article de l'Indian Mirror suggereix que Kapoor tindrà una estrella en el Passeig de la Fama de Brampton d'Ontario, al Canadà.